# Fenséges

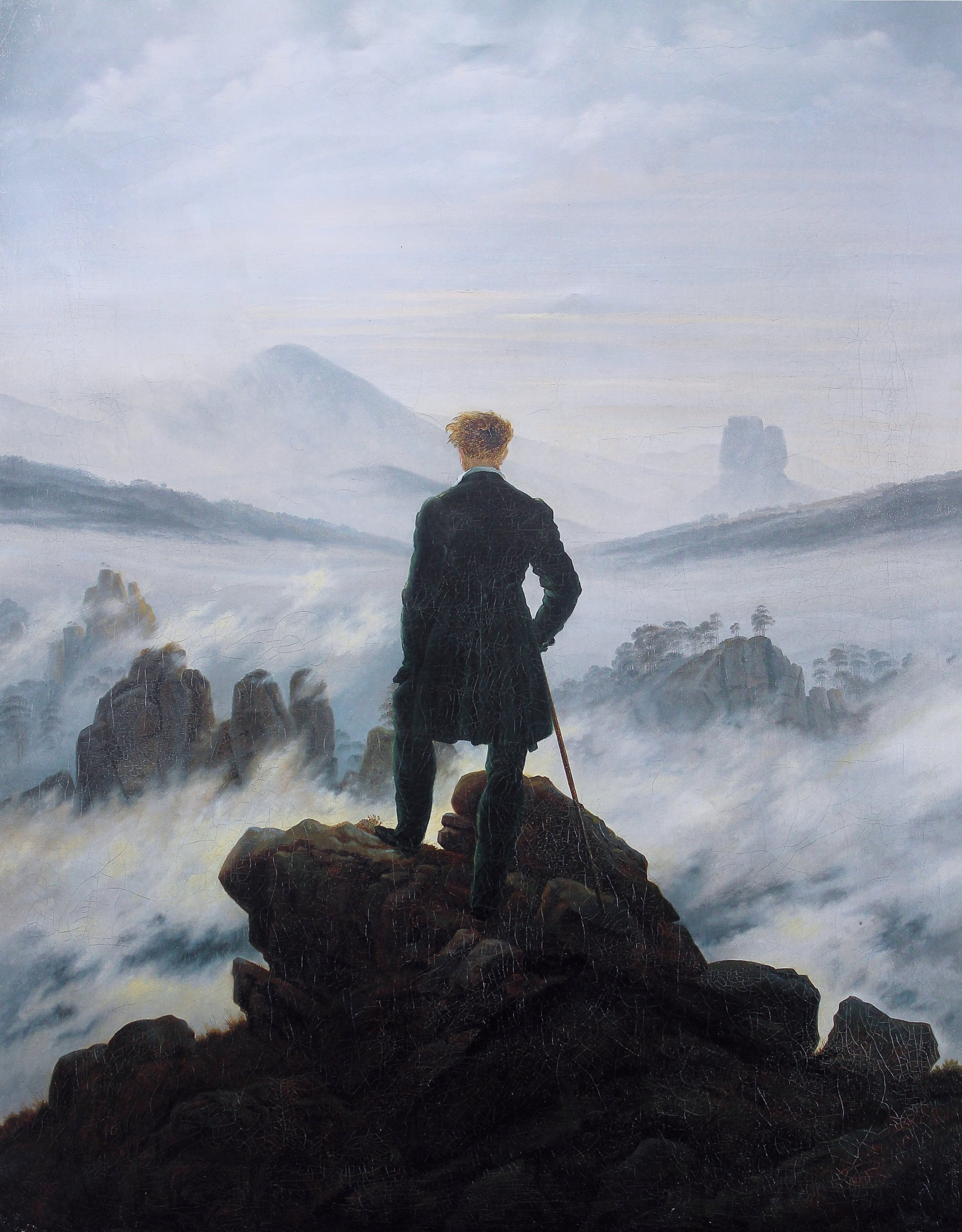
Caspar David Friedrich festménye

A fenséges az esztétika egyik alapfogalma, esztétikai minőség, akárcsak a szép vagy a rút.

## A fenséges jellemzői, jelentősége
A fenséges a romantikus esztétikai gondolkodásban vált kitüntetett jelentőségűvé, a széppel egyenrangú minőséggé. Fenséges mindaz, amivel szemben az ember jelentéktelennek érzi magát, ami megdöbbenést, rémületet, bénultságot, csodálkozást vált ki. Ilyen lehet az óceán, ami felfoghatatlan méreteivel lenyűgözi az embert, a természet, az elemek tombolása, amivel szemben kiszolgáltatottnak érezzük magunkat, egy állat, ami erős és veszedelmes.

## A fenséges elméletei

### 1. század
Az 1. században írta Pszeudo-Longinosz A fenségről c. munkáját. Ebben a fenséges akár emberi vonásként jelenik meg, ami a nyelv és a retorika útján nyilvánul meg. Pl.: „A fenséges abban különbözik a mesterkélt dagályosságtól, hogy időről-időre felemeli a lelket.”

### Bouhours és Boileau a fenségesről
Dominique Bouhours, Les entretiens d`Ariste et d`Eugene c. (1671-ben publikált) szövegében a fenséges emberi tulajdonságát a „tudom is én micsoda” fogalmával határozta meg. Ez a „tudom is én micsoda”, amely egyes emberek tulajdonsága, a megnyerő jellem, amely még akár a fogyatékosságokat is elfedi, az emberi fenséges jellemzője.
Nicolas Boileau szerint bármilyen nagy és fenséges dolog a józan értelem által kerüljön feldolgozásra. A régi nagy példákkal való versenyre kelés, a vetélkedés alkotja a jelen eredményeit.

### Brit filozófusok a fenségesről
A fenséges filozófiai koncepciójának kidolgozása, mint a szépségtől megkülönböztetett esztétikai minőség, jelentősen mutatkozott meg 18. századi angol szövegekben, melyek szerzői: Anthony Ashley-Cooper, John Dennis (aki a félelmetes és szabálytalan természeti formákat méltatta) és Joseph Addison (a fenséges fogalmainak szintézisével, The Spectator, és később, A képzelőerő gyönyörei c. munkáiban). Addison szerint a nagyság összefügg a fenséges fogalmával. Egy műtárgy lehet szép, de nem ér fel a nagysághoz (mint pl. a természet nagyságához).

### Edmund Burke a fenségesről
Burke a Filozófiai vizsgálódás a fenségesről és a szépről ideáink eredetét illetően c. nagy hatású művében foglalkozik a témával. Burke a fenségesnek azt a képességét hangsúlyozza leginkább, hogy rettegést vált ki, a veszély érzetét adja a befogadónak. A fenségesre ezért általában a hatalmas kiterjedés jellemző (ebben különbözik a széptől, amely általában kicsi dolgok jellemzője), de ez nem feltétlen velejárója, lehet fenséges pl. egy kígyó vagy más mérgező állatok is. Szintén a fenségeshez tartozik a homály, a sötétség, az erő és az erőszak. Fenséges tehát mindaz, aminek alá vagyunk rendelve, míg a szép dolgok nekünk vannak alárendelve.
Burke kifejti, hogy két nagy idea van, ami erőteljes hatást gyakorol az emberre, ezek a létfenntartás és a társas lét. Az előbbihez amolyan szenvedélyek társulnak, mint a fájdalom és a rettegés. Semmi sem gyakorol ránk olyan hatást, mint ezek a szenvedélyek, hiszen itt saját létünk forog kockán. Az egészség és az élet témája nem olyan magával ragadó, mint a betegség, a fájdalom vagy a halál.
A fenséges hasonlóan hat az érzékeinkre, mint a munka az izmainkra. Az ember szereti a nyugalmat, amikor nem kell az erejét megfeszítenie, és az izmai elernyednek. Ebben az állapotban azonban az izmok kiszolgáltatottá válnak a hirtelen fájdalmas összehúzódásnak és a sérülésnek. A munka erősíti az izmokat. Hasonlóan hat a fenséges a lelkünkre.

### Immanuel Kant a fenségesről

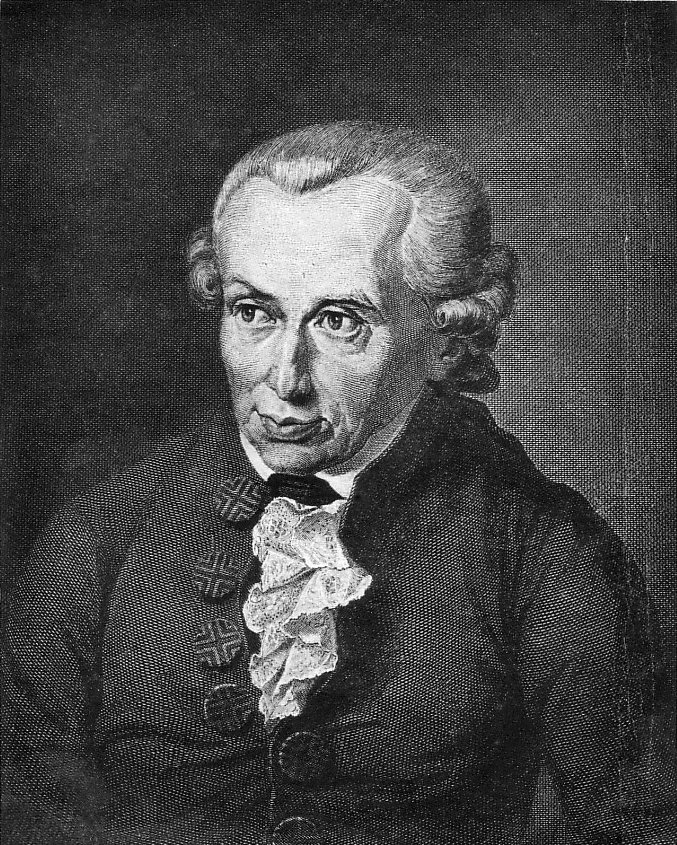
Immanuel Kant

Kant Az ítélőerő kritikája c. művében foglalkozik a fenségessel, és saját ún. transzcendentális filozófiájának kontextusában vizsgálja azt. Kant a szubjektum alapstruktúrái vizsgálatában megkülönbözteti az értelmet (ami szemléletekkel dolgozik) az észtől (ami fogalmakkal dolgozik). A szép az értelemmel áll kapcsolatban, hiszen az szép az érzékeinkre hat. A fenséges, mivel az érzékek számára áttekinthetetlensége révén befogadhatatlan, így Kant a fenségest az észhez kapcsolja.
Kant megkülönbözteti a matematikai fenségest és a dinamikai fenségest. A matematikai fenséges a számok végtelenségét jelenti, a dinamikai fenséges pedig a háborgó természeti erőkre utal.

### Hegel a fenségesről
Hegel szerint, aki a művészetet az eszmék érzéki megjelenéseként gondolta el, és a műalkotásokat az eszme (tartalom) és a megjelenés (forma) viszonyában tipizálta és rangsorolta, a fenséges akkor jelentkezik, amikor az eszme nem találja a neki megfelelő megjelenési formát.

### 20. század
Jean-François Lyotard szerint a fenséges mint esztétikai fogalom a modernizmus fő vonulata volt. Lyotard szerint a modernista megkísérelte a szépség helyére a kényszer alól felszabadított észlelést tenni. Számára a fenséges jelentősége a félelem és öröm kettőssége a fenséges megtapasztalásakor, ami Kant filozófiájából következik. Szerinte az ész nem tudja racionálisan kormányozni a világot. Egy dolog önmagából és fogalmi köreiből adódó különbsége is lehet fenséges, ami a sokféle és instabil posztmodern kor sajátja.

### 21. század
Hans Belting szerint a technikai képek fontossága olyan jellegű fontosság, mint a vallásos képeké. A virtuális valóságot a vallásos utópiákhoz hasonlítja, és ebben felfedezhető a fenséges fogalma.
Mario Costa szerint a fenséges ma a technológiában nyilvánul meg, a telekommunikációban és a digitális médiában. Számos filozófus szerint a fenséges nagysága felfedezhető a globális problémákban, a túlnépesedésben, a kommunikáció növekvő sebességében, a globális pénzpiac hatalmas pénzmennyiségében, az információ áradatában, a behálózottság kiterjedt méreteiben.